# A King’s Story
A King’s Story ist ein britischer Dokumentarfilm aus dem Jahr 1967 nach der gleichnamigen Autobiografie und einer Abhandlung von Sydney Box.

## Handlung
Der Film ist eine Biografie des ehemaligen englischen Königs Edward VIII. Anhand von Filmaufnahmen, Wochenschauausschnitten und Fotografien wird das Leben des Monarchen, der im Dezember 1936 nach nur 10 Monaten als König abdankte, dargestellt.
Der Prince of Wales, der Urenkel der Königin Victoria, wird beim Schulbesuch und später als Soldat der Royal Navy gezeigt. Später wird er mit den Pflichten seiner königlichen Position vertraut gemacht. Es folgen Aufnahmen seiner Reisen als Botschafter von England und seiner Thronbesteigung als König Edward VIII. Aufnahmen von Treffen mit seiner amerikanischen Geliebten Wallis Simpson werden gezeigt. Die Romanze wurde publik gemacht. Edward war zur Abdankung gezwungen, um Wallis heiraten zu können. Als Höhepunkt liest König Edward seine Abdankungsrede.

## Auszeichnungen
1968 wurde der Film in der Kategorie Bester Dokumentarfilm für den Oscar nominiert.

## Hintergrund
Sprecher der Dokumentation war Orson Welles.
Der ehemalige König trat auch selber in dem Film auf. Der Duke of Windsor stellte dem Filmteam eigene Filmaufnahmen und Fotografien zur Verfügung und ließ sich auf seinem Landsitz in Gif-sur-Yvette in der Nähe von Paris filmen.
Die im Film auftauchenden prominenten Personen wurden synchronisiert. So verlieh David Warner dem jungen Prinzen seine Stimme, Patrick Wymark sprach als Winston Churchill und Flora Robson als Königin Maria.